# Atletismo nos Jogos Pan-Americanos de 2003 - Revezamento 4x400 m masculino
A prova dos do Revezamento 4x400 m rasos masculino nos Jogos Pan-Americanos de 2003 foi realizada em 9 de agosto de 2003.

## Calendário
| Data        | Fase  |
| ----------- | ----- |
| 9 de agosto | Final |

## Medalhistas
| Ouro   | JAM Michael Campbell Sanjay Ayre Lanceford Spence Davian Clarke |
| Prata  | USA Mitch Potter Ja'Warren Hooker Adam Steele James Davis       |
| Bronze | DOM Arismendy Peguero Carlos Santa Julio Vidal Félix Sánchez    |

## Resultados
| Posição           | Eliminatória | Nação                    | Atletas                                                               | Tempo   | Notas |
| ----------------- | ------------ | ------------------------ | --------------------------------------------------------------------- | ------- | ----- |
| Medalha de ouro   | 2            | JAM Jamaica              | Michael Campbell, Sanjay Ayre, Lanceford Spence, Davian Clarke        | 3:01.81 |       |
| Medalha de prata  | 2            | USA Estados Unidos       | Mitch Potter, Ja'Warren Hooker, Adam Steele, James Davis              | 3:01.87 |       |
| Medalha de bronze | 2            | DOM República Dominicana | Arismendy Peguero, Carlos Santa, Julio Vidal, Félix Sánchez           | 3:02.02 | NR    |
| 4                 | 2            | TRI Trinidad e Tobago    | Jacey Harper, Sherridan Kirk, Jamil James, Damion Barry               | 3:05.28 |       |
| 5                 | 2            | BAH Bahamas              | Andrae Williams, Dennis Darling, Timothy Munnings, Nathaniel McKinney | 3:05.50 |       |
| 6                 | 2            | CUB Cuba                 | Glauder Garzón, Sergio Hierrezuelo, Alianni Hechevarría, Yeimer López | 3:06.27 |       |
| 7                 | 2            | VEN Venezuela            | Jonathan Palma, Simoncito Silvera, Luis Luna, William Hernández       | 3:06.52 |       |
| 8                 | 1            | GRN Granada              | Bruce Swan, Sheldon Noel, Shane Charles, Alleyne Francique            | 3:09.50 |       |
| 9                 | 1            | ECU Equador              | Cristian Gutiérrez, Andrés Gallegos, Luis Morán, Cristian Matute      | 3:21.42 |       |
| 10 !              | 1            | BLZ Belize               |                                                                       | DNS     |       |